# مجمهرة عدي بن زيد
مجمهرة عدي بن زيد قصيدة من المجمهرات السبعة، لعدي بن زيد العبادي التميمي. جاءت هذه المجمهرة على بحر الطويل، وعدد أبياتها ثمانية وأربعون بيتًا.

## عدي بن زيد
هو عدي بن زيد العبادي، أشهر شعراء النصارى الجاهليين، كان عدي ترجمان أبرواز ملك فارس وكاتبه بالعربيّة، فلما قتل عمرو بن هند وصف له عدي بن زيد النعمان بن المنذر بن امرئ القيس، وأشار عليه بتوليته العرب، واحتال في ذلك حتى ولّاه من بين إخوته، وكان أدمّهم وأقبحهم. ثم بلغ النعمان عن عدي شىء فخافه، فاحتال حتى وقع في يده فحبسه، فقال في الحبس أشعارا وبعث بها إليه، فمنها قوله:
ومنها قوله:
فلم يزل في حبسه حتّى مات، ويقال إنه قتله.

## البناء
نُظمت القصيدة على بحر الطويل، وهو بحر مركّب على وزن «فَعُولُنْ مَفَاعِيلُنْ فَعُولُنْ مَفَاعِيلُنْ». حرف الروي في القصيدة هو الدال «دِ». من ناحية الشكل الفني، أخذت القصيدة موضوع الأغراض المتعددة بدءًا بالوقوف على الأطلال كعادة العرب الجاهلين، وأكثرها في الزهد.

## روابط خارجية
- أتعرف رسم الدار من أم معبد - عدي بن زيد - الديوان